# Fámjins kommuna
Fámjins kommuna er en kommune på Færøerne, der kun omfatter bygden Fámjin på Suðuroy og har et areal på 13,3 kvadratkilometer. Kommunen blev udskilt fra Suðuroyar prestagjalds kommuna i 1908. Folketallet er faldet fra 185 indbyggere i 1960 til 110 i 2009.

## Politik
Ved kommunalvalget den 13. november 2012 blev følgende fem valgt: borgmester Eyðdis Ellendersen, Jóanes Lisberg, der blev ny viceborgmester, Arni Nielsen, Arnbjørn í Smiðjuni og Lisbeth Jacobsen. Alle for Folkeflokken, der opstillede den eneste liste. Partiet fik 72 af 74 stemmer, mens 2 stemte blankt. En lokalliste, der fik 3 mandater ved forrige valg, undlod at genopstille.
Folkeflokkens valgliste og stemmer:
| Liste | Parti          | Stemmer | Procent | Mandater | Mandater |
| ----- | -------------- | ------- | ------- | -------- | -------- |
| A     | Fólkaflokkurin | 72      | 100     | 5        | +3       |
|       | I alt          | 74      | 100     | 5        | 0        |

| Liste A        | Liste A             | Liste A        |
| Fólkaflokkurin | Fólkaflokkurin      | Fólkaflokkurin |
| Nr             | Kandidat            | Stemmer        |
| -------------- | ------------------- | -------------- |
| 1.             | Lisbeth Jacobsen    | 7              |
| 2.             | Jóanis Lisberg      | 16             |
| 3.             | Henrietta Joensen   | 2              |
| 4.             | Eyðdis Ellendersen  | 18             |
| 5.             | Egil Lisberg        | 2              |
| 6.             | Arni Nielsen        | 14             |
| 7.             | Arnbjørn í Smiðjuni | 13             |
|                | Liste               | 0              |